# Misterele din Eleusis

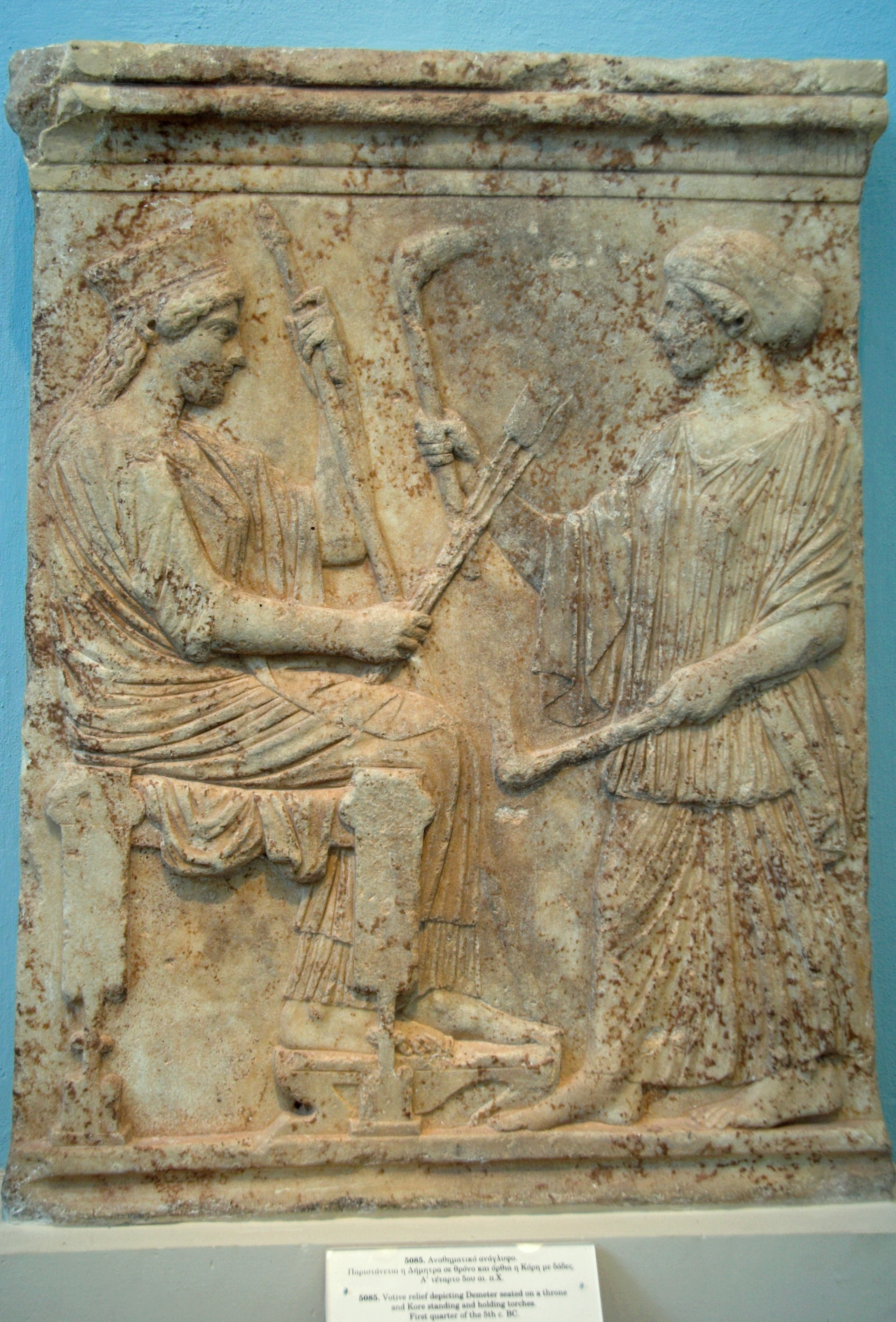
Relief de marmură cu Demetra și Kore (Persefona), Muzeul Arheologic din Eleusina

Misterele din Eleusina au fost sărbători bianuale ținute în Grecia antică în templul din Eleusina dedicate zeiței Demetra și fiicei ei Persefona din recunoștință pentru darul agriculturii. Conform legendei, eleusinii erau protejați de Demetra fiindcă se arătaseră primitori față de ea când luase înfățișarea unei bătrâne sărmane, atunci când o căuta pe fiica ei Persefona.

## Aspectele cultice
Asemeni misterelor orfice, alături de care probabil s-a dezvoltat în mod paralel, festivitățile misterelor din Eleusis aveau parțial un caracter esoteric, care presupunea inițierea și prin mitul Persefonei denotau credința în nemurirea sufletului. Conform surselor, misterele eleusine se celebrau încă din sec. al VII-lea î.Hr.. Antichitatea lor este confirmată și de descoperirile arheologice. 
Pe lângă cele două zeițe htoniene, misterele au fost sărbătorite mai târziu la Elefsina și Dionis, numit acolo Iachos, era prezent drept reprezentant al forței creatoare a naturii. Cultul eleusin s-a răspândit în toată lumea, iar urmele sale se găsesc și în Egipt. Sacerdoțiul eleusin era transmis ereditar. Preoții care oficiau misterele erau: Hierofantul (preotul suprem), Daducos (purtătorul făcliei), Hierokeryx (crainicul sfânt) și Epibomios (preotul celebrant). Inițierea în cult se făcea prin mai multe ceremonii tainice de purificare și prin rostirea unor formule magice. Ca participanți au fost admiși inițial doar atenienii, mai târziu cercul adepților s-a extins și au fost incluși toți cei devotați cultului Demetrei. 
Cercetările actuale explică popularitatea serbărilor și longevitatea lor prin implicarea subiectivă a participanților, bazată pe o experiență personală a transei. Walter Burkert afirmă chiar caracterul prevalent al acestei experiențe în raport cu doctrina inițiatică, date fiind interesul obsesiv pentru moarte și ritualurile extatice.

## Desfășurarea
"Micile Mistere" (Myesis) se țineau primăvara, în aparență numai în onoarea lui Heracle, care, ca străin, nu a putut fi inițiat în "Marile Mistere" (Teletai). Acestea aveau loc toamna, timp de nouă zile, începând cu cea de-a 15-a zi a lunii Boedromion (la începutul lui octombrie) și comemorau coborârea Persefonei în infern pentru perioada pe care era obligată să fie alături de Hades.
Participanții trebuiau să-și anunțe cu mult timp înainte venirea, își asumau cheltuieli însemnate din cauza animalelor destinate sacrificiilor și erau obligați să postească înaintea procesiunii timp de nouă zile. Festivitățile decurgeau în felul următor: 
În prima zi se întruneau adepții dornici de inițiere.
Aceștia erau supuși în decursul celei de a doua zile unor procese de purificare.
În ziua a treia aveau loc sacrificiile.
În ziua a patra se purta în procesiune statuia Persefonei sau un "copil divin" într-un recipient (Kalathos) ornat cu șerpi, care simboliza coșul cu flori al zeiței. Răpirea ei de către Hades era deci repetată în mod alegoric. În procesiuni nu lipseau simboluri ale fertilității precum spice de grâu sau embleme falice.
În cea de-a cincea zi se comemora prin lungi procesiuni cu făclii căutarea Persefonei de către Demetra.
În ziua a șasea, festivitățile ajungeau la apogeu: era strămutată columna lui Dionis-Iachos de la Atena la Eleusis de către o mare mulțime de oameni. Noaptea începeau inițierile în mistere, care constau și în dezvăluirea soartei celor drepți și a celor blestemați în lumea de apoi. Inițierile erau făcute, ca și purificările, de către sacerdoți mascați ca nimfe, satiri și sileni. Ceremoniile erau însoțite atât de muzica fluierelor frigiene și a timpanelor cât și de dans, creându-se astfel prin ritmuri monotone o atmosferă extatică.
În ziua a șaptea se organizau întreceri în onoarea zeițelor.
Ultimele două zile erau consacrate inițierilor și ofrandelor.
În anul 382 d. Hr., împăratul roman Teodosiu I a interzis cultul eleusin, ca dealtfel toate cultele celebrate prin mistere.

## Participanți notabili
- Platon (î.Hr. 428/427 or 424/423–48/347)
- Octavianus Augustus (63 î.Hr.– 14 d.Hr.)
- Plutarh (c. 46– 119)[8]
- Hadrian (76–138)
- Antinous  (c. 111–130)
- Marc Aureliu (121–180)
- Commodus (161–192)
- Gallienus (c. 218–268)[9]
- Iulian Apostatul (331–363)